# Горянка (рослина)
Горянка (Oreochloa) — рід європейських рослин родини злакових. Поширений від Іспанії до України.
Рід містить 4 види: 
- Oreochloa confusa(інші мови) (Coincy(інші мови)) Rouy
- Oreochloa disticha (Wulfen) Link
- Oreochloa elegans(інші мови) (Sennen(інші мови)) A.W.Hill
- Oreochloa seslerioides(інші мови) (All.) K.Richt.(інші мови)